# زمان‌سنجی گذری
زمان‌سنجی گذری (انگلیسی: Transit-timing variation) اندازه‌گیری تغییر زمان در مدت گذر جرم یا اجرام آسمانی روشی برای تشخیص سیاره‌های افراخورشیدی با مشاهدهٔ تغییر در زمان انتقال است. این روش بسیار حساسی را برای شناسایی سیاره یا سیاره‌های دیگر را در سامانه با جرم‌های بالقوه کوچکتر از زمین فراهم می‌کند. در سیستم‌های سیاره‌ای پر سیاره، جاذبه سیاره‌ها در میان خود باعث می‌شود که یک سیاره شتاب بگیرد و سیاره‌ای دیگر در طول مدار خود کند شود. شتاب باعث تغییر دوره مداری هر سیاره می‌شود. تشخیص این اثر با اندازه‌گیری تغییر به‌عنوان تغییرات زمان عبور شناخته می‌شود. «تغییرات زمان‌بندی» می‌پرسد که آیا انتقال با تناوب دقیق اتفاق می‌افتد یا اینکه در آن تنوعی وجود دارد.
اولین تشخیص قابل توجه یک سیاره غیر ترانزیتی با استفاده از تغییرات زمان عبور با استفاده از تلسکوپ کپلر ناسا انجام شد. سیاره عبوری Kepler-19b تغییرات زمان عبور را با دامنه ۵ دقیقه و مدت زمان حدود ۳۰۰ روز نشان می‌دهد، که نشان‌دهندهٔ وجود سیارهٔ دوم است، Kepler-19c، که دارای یک دوره است که یک مضربی تقریباً منطقی از دوره سیاره عبوری.
در سال ۲۰۱۰، پژوهشگران سیارهٔ دومی را پیشنهاد کردند که بر اساس تغییرات زمان عبور، به دور WASP-3 می‌چرخد، اما این پیشنهاد در سال ۲۰۱۲ برچیده شد.
تغییر زمان عبور برای اولین بار به‌طور متقاعدکننده‌ای برای سیارات Kepler-9b و Kepler-9c مشاهده شد و تا سال ۲۰۱۲ به دلیل تأیید اکتشافات سیاره فراخورشیدی محبوبیت یافت.
همچنین می‌توان از TTV برای اندازه‌گیری غیرمستقیم جرم سیارات فراخورشیدی در سیستم‌های فشرده، چند سیاره‌ای و / یا سیستمی که سیاره‌های آنها در زنجیرهٔ تشدید هستند، استفاده کرد. با انجام یک سری ادغام n-بدن تحلیلی (TTVFaster)) و عددی (TTVFast [15] و عطارد) یک سیستم شش سیاره‌ای که از نظر جاذبه با هم هم سطح هستند، تخمین جرم اولیه برای شش درون سیارات TRAPPIST-1، همراه با خارج از مرکز بودن مداری، مشخص شدند.) n-body integrations of a system of six gravitationally interacting, co-planar planets, the initial mass estimates for the six inner planets of TRAPPIST-1, along with their orbital eccentricities, were determined.